# Teleprograma
Teleprograma és una revista de temàtica televisiva publicada a l'Estat espanyol. El primer número va sortir a l'abril del 1966 i que encara avui es publica. És organitzadora, des del 1972, de la votació per als premis TP d'Or, dels que la darrera edició fou en 2012.

## Història
La revista va sortir a la venda el 9 d'abril de 1966 a un preu de 5 pessetes. Les primeres edicions eren en blanc i negre, però amb el pas del temps es va començar a afegir algunes pàgines en color, fins al 1988, quan ja es publicava enterament en color.
Al 1984 es va vendre a Hachette Filipacchi (Actual Hearst España). Al 1991 va entrar en el Llibre Guinness dels Rècords com la revista espanyola de major difusió, arribant a vendre un milió i mig d'exemplars.
Al juliol de 2021 es va anunciar el seu tancament de l'edició en paper, però finalment es va arribar a un acord amb la empresa Grafic Projects 2010 per llicenciar la marca i continuar amb l'edició.